# 静岡県道64号島田川根線
静岡県道64号島田川根線（しずおかけんどう64ごう しまだかわねせん）は、静岡県島田市を通る県道（主要地方道）である。

## 概要
静岡県島田市本通から島田市川根町身成に至る。
大井川左岸（駿河側）を北上する県道の一部区間（島田川根線 - 静岡県道63号藤枝天竜線 - 静岡県道77号川根寸又峡線 - 静岡県道263号春野下泉停車場線）で、下泉橋までは右岸ルートの国道473号よりも整備されている。そのため交通量も多い。

### 路線データ
- 陸上距離 : 22.6 km
- 起点：島田市本通一丁目（静岡県道34号島田吉田線上）
- 終点：島田市川根町身成（川根中入口交差点、静岡県道63号藤枝天竜線交点）

## 歴史
- 1982年（昭和57年）10月30日 - 認定[1]。
- 1993年（平成5年）5月11日 - 建設省から、県道島田川根線が島田川根線として主要地方道に指定される[2]。

## 路線状況

### 重複区間
- 静岡県道34号島田吉田線（島田市本通一丁目 - 島田市向島町・大善寺前交差点）
- 静岡県道81号焼津森線（島田市相賀 - 島田市神座）

## 地理

### 通過する自治体
- 島田市

### 交差する道路
- 静岡県道34号島田吉田線（島田市本通一丁目、起点）
- 静岡県道34号島田吉田線（島田市向島町・大善寺前交差点）
- 静岡県道381号島田岡部線（島田市中溝町・中溝町交差点）
- 静岡県道81号焼津森線（島田市相賀）
- 静岡県道81号焼津森線（島田市神座）
- 静岡県道220号蔵田島田線（島田市身成・川口交差点）
- 静岡県道63号藤枝天竜線（島田市川根町身成・川根中入口交差点、終点）